# Puchar Świata w Chodzie Sportowym 1963
2. Puchar Świata w Chodzie Sportowym – zawody lekkoatletyczne, które odbyły się 12 i 13 października 1963 roku w Varese we Włoszech.
Puchar Świata, zwany wówczas od miejsca pierwszego finału Pucharem Lugano był zawodami drużynowymi.  Rozgrywki w 1963 były zorganizowane w ten sposób, że najpierw rozegrano pięć zawodów eliminacyjne, z których zwycięzcy zakwalifikowali się do finału.
Zawody były rozgrywane na dystansach 20 km i 50 km. Startowali tylko mężczyźni. W każdej drużynie występowało trzech zawodników w danej konkurencji.
Reprezentacja Węgier nie wzięła udziału w eliminacjach na skutek panującej wówczas epidemii w tym państwie. Została jednak dopuszczona do finału.

## Eliminacje
| Data                | Miejsce          | 1. miejsce      | Rezultat | 2. miejsce | Rezultat | 3. miejsce | Rezultat |
| 22 września 1963    | Essen            | RFN             | 32 pkt   | Belgia     | 11 pkt   |            |          |
| 24/25 sierpnia 1963 | Fredrikstad      | Szwecja         | 48 pkt   | Dania      | 26 pkt   | Norwegia   | 17 pkt   |
| 1 września 1963     | Sofia            | Czechosłowacja  | 24 pkt   | Bułgaria   | 20 pkt   | Węgry      | DNS      |
| 7/8 września 1963   | Lozanna          | Włochy          | 30 pkt   | Szwajcaria | 14 pkt   |            |          |
| 14/15 września 1963 | Challes-les-Eaux | Wielka Brytania | 25 pkt   | Francja    | 19 pkt   |            |          |

## Finał
Zawody finałowe rozegrano 12 i 13 października 1963 w Varese.

### Rezultaty drużynowe
| 1. miejsce      | Rezultat | 2. miejsce | Rezultat | 3. miejsce | Rezultat | 4. miejsce | Rezultat | 5. miejsce     | Rezultat | 6. miejsce | Rezultat |
| Wielka Brytania | 93 pkt   | Węgry      | 64 pkt   | Szwecja    | 63 pkt   | Włochy     | 51 pkt   | Czechosłowacja | 44 pkt   | RFN        | 26 pkt   |

### Rezultaty indywidualne
|               | 1. miejsce    | Rezultat | 2. miejsce    | Rezultat | 3. miejsce        | Rezultat |
| Chód na 20 km | Ken Matthews  | 1:30:11  | Paul Nihill   | 1:33:19  | Antal Kiss        | 1:33:38  |
| Chód na 50 km | István Havasi | 4:14:25  | Ray Middleton | 4:17:16  | Ingvar Pettersson | 4:19:11  |